# Họ Rùa đầm
Họ Rùa đầm (danh pháp khoa học: Geoemydidae, trước đây gọi là Bataguridae Gray, 1869) là họ lớn nhất và đa dạng nhất trong bộ Rùa (Testudines) với 70 loài. Họ này bao gồm các loài rùa ao hồ, đầm, sông ngòi tại đại lục Á-Âu cũng như rùa rừng Tân thế giới.

## Hệ thống hóa và tiến hóa
Các phân loại truyền thống đặt các loài rùa của họ Geoemydidae trong phạm vi họ Emydidae nghĩa rộng như là phân họ Batagurinae (nghĩa rộng). Một số tài liệu về phân loại động vật tại Việt Nam hiện tại vẫn coi họ này là một phần của họ Emydidae nghĩa rộng, vì thế các tác giả gọi họ Emydidae là họ Rùa đầm, nhưng theo cách hiểu theo nghĩa hẹp hiện tại thì họ Emydidae không có loài nào tại Việt Nam. Trong thập niên 1980 thì phân họ này được nâng cấp thành họ và đổi tên thành Geoemydidae tuân theo các quy tắc đặt tên của ICZN.
Phần lớn các hóa thạch và dữ liệu phân tử hỗ trợ mối quan hệ gần của chúng với họ Testudinidae.
Phân loại bên trong họ này vẫn chưa được thiết lập chắc chắn do số lượng loài lớn và đa dạng. Tuy nhiên, họ này thường được chia ra thành 2 phân họ với 19-27 chi. Sự phân chia ra thành các phân họ hiện nay vẫn chưa được nhất trí hoàn toàn. Một vài loài có khả năng tạo ra dòng lai ghép có thể sống được và điều này làm cho hệ thống hóa họ này thêm phức tạp.

### Phân họ và chi
Các phân họ và chi như sau được xếp trong họ Geoemydidae:
- Phân họ Batagurinae: 5 chi, 14 loài
  - Batagur (bao gồm cả Batagurella, Callagur, Cantorella, Dongoka, một phần Kachuga, Tetraonyx, Tetronyx): 6 loài.
  - Geoclemys: 1 loài.
  - Hardella: 1 loài.
  - Morenia: 2 loài.
  - Pangshura (bao gồm cả Cuchoa, Emia, Jerdonella, trước đây từng là một phần của chi Kachuga): 4 loài.
- Phân họ Geoemydinae: 14 chi, 55-56 loài
  - Cuora (bao gồm cả Cistoclemmys, Pyxidea, Pyxiclemys): 12-13 loài rùa hộp châu Á.
  - Cyclemys: 7 loài.
  - Geoemyda (bao gồm cả Nicoria): 2 loài.
  - Heosemys (bao gồm cả Hieremys, trước đây xếp trong Geoemyda): 4 loài.
  - Leucocephalon (trước đây trong Geoemyda / Heosemys): 1 loài rùa rừng Sulawesi.
  - Malayemys (bao gồm cả Damonia): 2 loài
  - Mauremys (gồm cả Annamemys, Cathaiemys, Chinemys, Emmenia, Eryma, Ocadia, Pseudocadia): 9 loài rùa đầm.
  - Melanochelys (bao gồm cả Chaibassia): 2 loài.
  - Notochelys: 1 loài.
  - Orlitia (bao gồm cả Adelochelys, Brookeia, Heteroclemmys, Liemys): 1 loài.
  - Rhinoclemmys (bao gồm cả Callopsis, Chemelys): 9 loài rùa rừng Tân nhiệt đới.
  - Sacalia: 2 loài rùa mắt.
  - Siebenrockiella (bao gồm cả Bellia, Panyaenemys, trước đây gộp trong Heosemys): 2 loài rùa cổ lớn.
  - Vijayachelys (trước đây trong chi Geoemyda / Heosemys): 1 loài rùa mía.

## Đặc trưng
Các loài trong họ Geoemydidae là các loài rùa có kích thước dài từ 10 tới 80 cm, thường với mức độ dị hình giới tính cao. Chúng thường có các ngón chân có màng, và đai chậu nối bằng khớp với yếm một cách linh động. Cổ thụt vào theo chiều đứng. Mai có 24 tấm giáp sừng ở biên. Yếm bao gồm 12 tấm giáp và không có tấm yếm giữa, các tấm giáp sừng ở ngực và bụng tiếp xúc với các tấm giáp sừng ở biên.
Một số đặc trưng khác bao gồm một khớp nối đơn nằm giữa đốt sống cổ thứ 5 và thứ 6, không có nhánh hàm dưới-lưỡi của thần kinh mặt và xương dạng cánh ngoài trong hộp sọ.

## Sinh thái học
Các loài trong họ Geoemydidae chủ yếu sinh sống tại khu vực nhiệt đới và cận nhiệt đới châu Á, châu Âu và Bắc Phi, chi duy nhất sinh sống tại Trung và Nam Mỹ là Rhinoclemmys. Các môi trường sống bao gồm các hệ sinh thái nước ngọt, vùng duyên hải và các khu rừng nhiệt đới. Phần lớn các loài là động vật ăn cỏ, nhưng có một số loài ăn tạp và ăn thịt. Các con đực thường tích cực hơn các con cái trong hoạt động giao phối. Chúng đẻ một lượng trứng tương đối ít trong mỗi lần, nhưng có thể đẻ vài lần mỗi năm. Một số loài có hệ thống xác định giới tính phụ thuộc nhiệt độ, trong khi các loài khác có các nhiễm sắc thể giới tính khác biệt.
Khoảng 70% số loài còn sinh tồn được coi là rơi vào tình trạng nguy cấp hay dễ thương tổn.